# Рагби 15 репрезентација Барбадоса
Рагби јунион репрезентација Барбадоса је рагби јунион тим који представља острврску државу Барбадос у овом екипном контактном спорту. Највећу победу рагбисти Барбадоса остварили су 2005. када су са 81-0 убедљиво савладали репрезентацију Свете Луције. Најтежи пораз рагби репрезентацији Барбадоса нанела је Рагби јунион репрезентација САД 2006. 91-0.

## Тренутни састав
Нил Форд
Ромео Мајерс
Кевин Марел
Че Спрингер
Двајт Форд - капитен
Џермејн Биро
Стефен Милер
Нико Блант
Омар Бино
Џеј Бовен
Николас Џекмен
Трој Грант
Кевин Картер
Кенет Пејн
Син Вард
Дарио Стоут
Џамар Хервуд
Џерен Кларк
Данијел Ремсеј
Стив Емвел
Кофи Чејс
Леандро Џордан